# Захищені крейсери типу «Новий Орлеан»
Тип захищених крейсерів «Новий Орлеан» ВМС Сполучених Штатів складався з двох кораблів, які будував Армстронг Вітворт для ВМС Бразилії в Елсвіку поблизу Ньюкасл-апон-Тайн, Велика Британія. Військово-морські сили Бразилії замовили три крейсери. Але перший корабель під час будівництва продали до Чилі під назвою «Міністро Сентено». Один корабель був доставлений до Бразилії під назвою «Альміранче Баррозо». Третій корабель, добудовувався як «Амазонас», а четвертий, закладений на заміну проданому Чилі, був на замовлений як «Альміранче Абреу».
16 березня 1898 року ВМС Сполучених Штатів купив непоставлені Бразилії кораблі, щоб запобігти їх придбанню ВМС Іспанії та збільшити ВМС США незадовго до Іспано-американської війни.

## Конструкція
Для полегшення забезпечення флоту 120 мм гармати Армстронга крейсерів 1903 року були замінені стандартними 127 мм гарматами, а 1907 ними були заміненні і 6 дюймові гармати головного калібру, зробивши останній уніфікованим.

## Історія служби
«Новий Орлеан» (колишній «Амазонас») служив під час Іспано-американської війни, Першої світової війни та застосовувався під час іноземної інтервенції у Громадянську війну в Сибіру.
«Олбані» (колишній «Альміранче Абреу») добудували занадто пізно для участі в Іспано-американській війні, він також брав участь у Першій світової війни та застосовувався під час іноземної інтервенції у Громадянську війну в Сибіру.
Обидва крейсери були списані в 1922 році і продані для утилізації в 1930 році.